# Kafr Amim (Idlib)
Kafr Amim (arab. ‏كفر عميم‎) – miejscowość w Syrii, w muhafazie Idlib. W spisie powszechnym z 2004 roku liczyła 3645 mieszkańców.

## Historia
W czasie syryjskiej wojny domowej Kafr Amim zostało zajęte przez terrorystów związanych z Dżabhat an-Nusra. Siły Zbrojne Syrii odzyskały tę miejscowość 6 lutego 2020. Żołnierze odnaleźli tu liczną broń i amunicję amerykańskiej produkcji.